# イエローキャブプラス
イエローキャブプラス（Yellow Cab Plus）は、かつて存在した日本の芸能・音楽事務所である。

## 概要
イエローキャブとの商標使用に関するライセンス契約により、2013年2月に設立された芸能プロダクション。
しばらく途絶えていたグラビアアイドル路線を復活させると同時に、音楽事業を展開。orz・Gstyle・BLACK100とEDM系のアーティストを多く抱えている。
2015年に入り、イエローキャブは業務停止・自己破産となったが、イエローキャブプラスはイエローキャブ本体と別資本の経営となっており、社名もそのままで営業を継続している。
2015年5月に代表取締役に金澤勇が就任。前代表の岡村信善は株式会社SHOWGATEを設立している。
2019年7月、Mプロダクションから「イエローキャブ」に関するライセンスを譲渡。
2019年8月23日に国税庁法人番号公表サイトに清算を結了したと発表された。

## 所属タレント

### 音楽事業部
- orz
- Gstyle
- BLACK100
- 阿吽
- SPY

### タレント事業部
- 井出有香
- ガルシア・ミナ
- 上原彩絵香
- 岬あいな
- 山川みう
- 土居來未
- 岩崎ひかり

- 牧野響
- 佐藤幹（業務提携）
- mARRon（ユニット）
- 設楽あず
- アレカ
- 山田怜奈

### ブランド事業部
イエローキャブ（YellowCab）
- 井出有香
- 福岡みもれ
- 塚田綾佳
- 山田玲菜
- 佐山みさき
- 上原彩絵香
- ガルシア・ミナ
- 岬あいな

Magic Honey
- 小牧かずな
- 遠藤希
- 明香琴子
- 鹿賀美樹
- 立川友紀子
- 陽木みちる
- 大野永莉
- 芥川あき
- 新谷桃子
- 黒瀬麗恵

### スポーツ文化事業部
- 池谷直樹
- 谷本龍哉（元衆議院議員）
- Mino
- プロギャンブラーのぶき